# Wilhelm Modersohn (Jurist)
Wilhelm Modersohn (* 29. März 1859 in Lippstadt; † 12. März 1935) war ein deutscher Jurist.

## Leben und Wirken
Ab 1876 studierte er Rechtswissenschaften in Tübingen, Leipzig und Berlin. 1870 bestand er das erste und 1884 das zweite juristische Staatsexamen. Danach wirkte er 1887 als Amtsrichter in Tecklenburg, 1895 als Landrichter am Landgericht Münster, 1900 als Oberlandesgerichtsrat in Hamm, 1911 als Senatspräsident, zuletzt als Landgerichtspräsident.
Ab 1899 hielt er im Auftrag des Justizministeriums in Münster Vorträge für Juristen und Verwaltungsbeamte zur Einführung in das Bürgerliche Gesetzbuch. Ab 1902 betätigte er sich als beauftragter Dozent für deutsches und preußisches bürgerliches Recht, Konkursrecht und freiwillige Gerichtsbarkeit an der Universität Münster. 1906 wurde ihm dort von der Juristischen Fakultät das Prädikat Professor und 1914 die Ehrendoktorwürde verliehen. 1913 erfolgte seine Entbindung von dieser Lehrtätigkeit, weil er zum Vorsitzenden der Kommission für die erste juristische Prüfung für Referendare beim Oberlandesgericht Hamm ernannt worden war.
Seine letzte Ruhestätte befindet sich auf dem Südwestkirchhof Stahnsdorf.           

## Familie
Er gehört zur Künstlerfamilie Modersohn. Seine Eltern waren Wilhelm Modersohn (1832–1918), Baumeister in Lippstadt, Soest und Münster, und Luise Heidebrink (1833–1905). Seine Brüder waren Otto Modersohn (1865–1943), Landschaftsmaler und Mitbegründer der Worpsweder Künstlerkolonie, in zweiter Ehe verheiratet mit der Malerin Paula Modersohn-Becker (1876–1907), sowie Ernst Modersohn (1870–1948), Pfarrer und Schriftsteller.

## Schrift
- Vorträge über das Bürgerliche Gesetzbuch gehalten an der Königlichen Academie zu Münster 1901; Münster 1901